# Sergej Stěpašin
Sergej Vadimovič Stěpašin (rusky Серге́й Вади́мович Степа́шин; * 2. března 1952 Port Arthur) je ruský politik, který mezi květnem a srpnem 1999 sloužil jako předseda vlády Ruské federace. Mezi lety 1994 až 1995 byl druhým a posledním ředitelem FSK a prvním ředitelem FSB. Sloužil jako ministr spravedlnosti ve vládě Viktora Černomyrdina a poté jako ministr vnitra ve vládě Sergeje Kirijenka, třetí vládě Viktora Černomyrdina a vládě Jevgenije Primakova. Mezi lety 2000–2013 působil jako předseda Účetní komory. Od roku 2007 je předsedou Imperátorské pravoslavné palestinské společnosti (Императорское православное палестинское общество).

## Život
Sergej Stěpašin se narodil 2. března 1952 v Port Arthuru (dnes Lü-šun-kchou, Čínská lidová republika) do rodiny námořního důstojníka, který sloužil na tamní sovětské námořní základně.
V roce 1973 vystudoval Vyšší politickou školu Ministerstva vnitra SSSR, a v roce 1981 Leninovu vojensko-politickou akademii.
V letech 1990–1993 byl členem Kongresu lidových zástupců RSFSR, vedl podvýbor Nejvyššího sovětského výboru pro osoby se zdravotním postižením, válečné a pracovní veterány, sociální ochranu vojenského personálu a jejich rodin. Stal se také předsedou Výboru pro obranu a bezpečnost Nejvyššího sovětu Ruska a člen prezidia Nejvyššího sovětu Ruska. Ve své funkci se postavil v srpnu 1991 proti organizátorům puče a podpořil Borise Jelcina. Od 26. srpna vedl Státní komisi pro vyšetřování činnosti KGB. Od listopadu 1991 do ledna 1992 byl zástupcem generálního ředitele Federální bezpečností agentury RSFSR.
Od listopadu 1991 do ledna 1992 sloužil jako zástupce generálního ředitele Federální kontrarozvědné služby (FSK) a od března 1994 byl jejím ředitelem. Byl jedním z vůdců operace na odzbrojení nelegálních ozbrojených skupin v Čečensku během první čečenské války. V červnu 1995, po teroristickém útoku ve Stavropolském kraji, kdy teroristé obsadili nemocnici v Buďonnovsku, se rozhodl rezignovat kvůli neúspěšné operaci na osvobození rukojmích.
V červenci 1997 byl jmenován jako ministr spravedlnosti do druhé vlády Viktora Černomyrdina.
Poté pracoval jako ministr vnitra ve třech ruských vládách a následně se 12. května 1999 stal premiérem Ruské federace. Byl považován za jednoho z možných nástupců Borise Jelcina.
Po útoku skupiny čečenských militantů pod vedení Šamila Basajeva na území Dagestánu rezignoval ze své funkce. Místo něho nastoupil do premiérského úřadu Vladimir Putin.
V roce 1999 se snažil o vytvoření volebního bloku společně se Sergejem Kirijenkem, Borisem Němcovem a Vladimirem Ryžkovem. Tato snaha však selhala na vnitřních sporech. V roce 1999 byl zvolen do Státní Dumy na kandidátní listině strany Jabloko, stal se členem, ale v roce 2000 ze strany odešel. 26. dubna se vzdal mandátu poslance a stal se předsedou ruské Účetní komory, kterou vedl až do roku 2013.